# 熊出没·原始时代
《熊出没·原始时代》（英語：Boonie Bears: Blast into the past）是由华强方特（深圳）动漫有限公司和乐视控股集团制作的中国动画冒险电影，是熊出没系列电影的第6部，并在2019年2月5日（大年初一）上映。

## 剧情简介
熊大熊二光头强意外穿越回恢宏的石器时代，并试图回到他们的时代。
混乱中，熊大与熊二、光头强不幸失散。熊强与一只可爱的小狼飞飞一路相伴，笑料百出。原始部落纠葛不断，女族长竟对光头强情愫暗生。面对凶猛狼族的步步紧逼、原始人类的不断质疑和自然灾害。无奈之下，熊大只好与小狼女结伴，踏上了寻找小伙伴和勇气果的森林历险旅程。熊强遇到被狼群驱逐的“胆小鬼”飞飞。因为对人类的帮助，他们遭到头狼的追杀。
为了保护同伴，飞飞关键时刻终于找回自己的勇气，众人齐心打败头狼度过危难，熊强三人也顺利回到现代。
故事结合猪年。

## 登场角色
| 角色   | 配音員                          | 角色介绍 |
| 光头强 | 谭笑（普通话） 姜皓文（粤语）   | 聪明无比，但经常聪明反被聪明误。他每次都失败，是位聪明无比，多才多艺但卻失败的家伙。                                         |
| 熊大   | 张伟（普通话） 古巨基（粤语）   | 一头聪颖、智慧无边的雄性狗熊，懂得坚持主见的重要性，足智多谋。                                                               |
| 熊二   | 张秉君（普通话） 方力申（粤语） | 一头憨厚可爱、力大无穷、比较聪明却好吃懒做的雄性狗熊。                                                                       |
| 飞飞   | 宋祖儿（普通话） 黄淑蔓（粤语） | 性格天真善良，但有一点胆怯，虽为狼族的一员，却不愿狩猎杀生，被同伴嘲笑；她希望找到被巨兽守护的“勇气果”，来获得心灵上的强大。 |
| 小石头 | 李婉瑶（普通话） 余香凝（粤语） | 一位男孩小野人，是阿蓝姐的弟弟。                                                                                             |
| 小野猪 | 李鑫、刘思奇（普通话）          | 一只小野猪。 |
| 阿蓝姐 | 李鑫（普通话）                  | 一位女野人，原始时代野人首领。                                                                                               |
| 独眼   | 谢丰泽（普通话）                | 原始时代狼族首领，想要带领自己的族群称霸原始时代，同时给熊强的归家之路添加了阻碍。                                           |
| 阿达   | 谢丰泽（普通话）                | 一位男野人，是一位暖男，在有危险时救过阿蓝姐，最终和阿蓝姐幸福地生活在一起。                                                 |
| 多玛   | N/A                             | 是一只巨鸟，动物们都很害怕它。                                                                                               |

### 演职员

#### 导演
1. 丁亮
2. 林汇达

#### 编剧
1. 徐芸
2. 万秦
3. 蒋琳[7]

## 动画音乐

### 主题曲
曲名：《三万年之前》
演唱：张韶涵
作词：唐恬
作曲：阿鲲
发行时间：2019年1月9日
唱片公司：华强方特动漫有限公司
语言：汉语普通话

### 片尾曲
曲名：《福气拱拱来》
演唱：孟美岐、吴宣仪、段奥娟、赖美云
作词：TNK
作曲：TNK
发行时间：2019年1月15日
唱片公司：华强方特动漫有限公司
语言：汉语普通话

## 前期宣传

### 中国
- 2018年9月19日，乐创文娱（前乐视影业）现身第17届全国院线国产影片推介上首次向大众展示了《熊出没》系列第6部大电影《熊出没：原始时代》。[8]
- 2018年9月26日，方特动漫举行了方特动漫大会在郑州举行，电影首映定于2019年的大年初一（即2月5日），《熊出没》导演丁亮介绍了《熊出没：原始时代》的电影背景[9]
- 2018年9月26日，《国家电影局关于2018年9月（上旬）全国电影剧本（梗概）备案、立项公示的通知》同意拍摄《熊出没：原始时代》[10]
- 2019年1月19日，《熊出没·原始时代》举办全国首轮点映，2019年1月19日至20日14:00-16:00时段，点映票房突破1500万。为回馈一直陪伴《熊出没》系列电影成长的观众，电影将于1月26日至27日启动第二轮点映。
- 2019年1月22日，《熊出没·原始时代》在北京举办全国首映礼，同時，邀請了新角色 —— 飞飞的配音者：宋祖儿出席现场，同时发布电影终极预告片。首映现场同时宣布《熊出没·原始时代》即将在下周开启下一轮全国大规模点映。[11]

### 新加坡
- 2019年2月14日，《熊出沒·原始時代》於情人節在新加坡丰合电影院线（Filmgarde Cineplexes）上映。這是“熊出沒”電影第一次在海外同步發行。[12][13][14]

### 加拿大
《熊出没·原始时代》已预售至加拿大

### 拉丁美洲
《熊出没·原始时代》已预售至拉丁美洲

### 马来西亚
《熊出没·原始时代》已预售至马来西亚

### 柬埔寨
《熊出没·原始时代》已预售至柬埔寨

### 授权展览
- 華強方特將把該電影及其衍生品帶到大型內容市場和授權展覽，包括最近結束的柏林電影節和Kidscreen峰會，香港國際影視展、MIPTV、戛納電影節和降於2019年上半年舉辦的美國拉斯維加斯品牌授權展。

### 终极预告
终极预告以翩翩飞舞的蝴蝶开头，讲述了熊强三人组，如何穿越回三万年之前，找回“勇气”的故事，宏大极具细节的向观众们展现了这次熊强组合诙谐逗趣的史前之旅。

## 票房收益
- 2019年2月5日（中国新年），《熊出没：原始时代》中国票房总收入超过1亿美元。

这部电影是2019年中国新年期间电影院中唯一一部完全动画片，在整个中国票房中排名第四，表现优于动画/真人电影《小猪佩奇过大年》（人民币1.22亿元/ 1800万美元）。《熊出没：原始时代》打破了系列前一部电影《熊出没·变形记》（6.05亿人民币）创下的纪录，也超过了《功夫熊猫2》（6.11亿元）的中国票房。
熊出没·原始时代的喜剧冒险在貓眼评级为9.2，这是一个主要的中国电影评级和购票平台。在中国新年期间在影院上映的所有影片中，这一表现仅次于中国科幻大片《流浪地球》。

## 获奖信息
| 年度 | 獎項         | 類別         | 入圍者              | 结果 | 備註 |
| ---- | ------------ | ------------ | ------------------- | ---- | ---- |
| 2020 | 第33届金鸡奖 | 最佳美术片奖 | 《熊出没·原始时代》 | 提名 |      |

}

## 制作发行
出品公司
- 华强方特（深圳）动漫有限公司
- 乐创影业（天津）有限公司
- 天津猫眼微影文化传媒有限公司
- 万达影视传媒有限公司
- 深圳华强方特影业有限公司
- 北京耳朵听听技术有限公司
- 大地时代文化传播(北京)有限公司
- 浙江横店影业有限公司
- 北京金逸嘉逸电影发行有限公司
- 北京耀莱影视文化传媒有限公司[23]

发行公司
- 乐创影业（天津）有限公司
- 华强方特（深圳）动漫有限公司
- 天津猫眼微影文化传媒有限公司